# Koldingbibliotekerne
Koldingbibliotekerne er en fællesbetegnelse for 4 biblioteker beliggende i Kolding Kommune: 
- Kolding Bibliotek
- Vamdrup Bibliotek
- Christiansfeld Bibliotek
- Lunderskov Bibliotek

## Kunst på Kolding Bibliotek
Kolding Bibliotek har en række kunstværker stående omkring i huset, bl.a. to værker af den internationalt kendte kunstner Olafur Eliasson.